# نادي آلاي
نادي آلاي هو نادي كرة قدم قيرغيزستاني مقره في أوش. تأسس في عام 1960. يلعب مبارياته البيتية في ملعب سويومباييف. فاز بدوري قيرغيزستان مرتين وكأس قيرغيزستان مرة واحدة.